# Emanuel Büchel
Pour les articles homonymes, voir Büchel.
Emanuel Büchel, né le 18 août 1705 à Bâle et mort dans la même ville le 24 septembre 1775, est un boulanger, dessinateur, topographe et aquarelliste suisse.

## Biographie
Pendant la première partie de sa vie, il exerce en parallèle le métier de boulanger et de personnalité politique, en tant que membre du Grand Conseil comme représentant de sa corporation dès 1743 et gardien des clés de la porte de Steinen (Steinentor en allemand).
À partir de 1735, il quitte la boulangerie pour se lancer dans le dessin. Il réalise tout d'abord des vues de la commune de Pratteln avant de peindre, l'année suivante, des aquarelles liées à la biologie pour Benedikt Staehelin. Il se lance ensuite dans la topographie à partir de 1738 avec des vues de Bâle puis, entre 1748 et 1763, plusieurs ruines du canton pour Daniel Bruckner. Par la suite, il réalise également plusieurs fresques, dont celle de la cathédrale.